# LT-38
LT-38（1938年型軽戦車、チェコスロバキア軍名称 Lehký tank vzor 38、LT vz. 38、LTvz.38、ドイツ軍名称 38(t)戦車、Panzerkampfwagen 38(t)は第二次世界大戦前に、チェコのČKD（Českomoravská Kolben Daněk、チェスコモラスカー コーベン ダニック、略称：チェーカーデー、チェコダ）社が開発・製造した、軽戦車である。
ナチスドイツ軍の呼称である「38(t)戦車」として知られる。
なお、「チェスコモラスカー」は「ボヘミア・モラビア（機械製造会社）」の意味で、「コーベン」と「ダニック」は会社設立者である「エミル・コーベン」と「チェニック・ダニック」のファミリーネームである。
ナチスドイツ軍のポーランド侵攻やフランス侵攻を成功させた主要因の一つとなったことから、「世界史を変えた戦車」（逆に考えれば、もしも、38(t)戦車が無ければ、戦力不足のナチスドイツ軍の攻勢は頓挫し、第二次世界大戦は開戦早々に終了していたであろう、という考え方）と、評されることもある。

## 概要
38(t)の(t)とは識別記号であって「38トン」ではない。本車は重量約10トンの軽戦車に属する。
I号戦車とII号戦車が大半を占める第二次世界大戦初期のドイツ軍において、強力な長砲身の37 mm戦車砲を装備し信頼性の高い本車は、未だ数の揃わないIII号戦車の代役として主力車両の一角と言っても過言ではない存在感を示した。
中期になると戦車の大型化に伴い軽戦車は活躍の場を失っていったが、LT-38の車体は多種多様な自走砲や牽引車に改造されて使用され続けた。グリレなど、LT-38ベースの自走砲はその信頼性の高さからドイツ軍から重宝された。

## 歴史
1934年末、チェコ軍はシュコダ、ČKD、タトラの三社に対し、いくつかのタイプの戦車開発を依頼した。この内、カテゴリーIIa（騎兵戦車）向けとして、ČKD社は「P-IIa」試作軽騎兵戦車を完成させたが、シュコダ社の「Š-IIa」試作軽騎兵戦車（後のLTvz.35）との競争に敗れてしまう。しかしLTvz.35が運用後に変速・操行装置のトラブルを発生したこともあり、新たに全く異なるサスペンションを持つ新型戦車TNH-Sが開発され、こちらは1938年にLTvz.38として採用された。
しかし1938年のミュンヘン会談の結果、ナチス・ドイツによりチェコスロバキアが併合され、ČKD社も翌年にBMM社（ボヘミア・モラビア機械製造会社 B.M.M.）に組織改編されてしまった。LTvz.38は併合後に本格生産が開始されたため、チェコ陸軍向けとして発注されていた車輌の全てにあたる150輛がドイツ国防軍向けとして完成させられた。この際、一人用だった砲塔内の弾薬箱を減らした代わりに装填手を追加し、無線機や装備品などをドイツ軍仕様に変更している。
ドイツ軍向けに納入されたLTvz.38はチェコ製で有ることを示す(t)（ドイツ語でチェコを指す、Tschechischの頭文字）という形式番号を付与され、38(t)戦車（Pz.Kpfw. 38(t)）と呼ばれた。この38(t)戦車はチェコ陸軍の35(t)戦車と共にドイツ軍に編入された。なお開戦前にイギリス軍も購入を検討し、本国で見本車輌の試験を行っているが、同時期にチェコがドイツに併合され断念している。
ドイツ軍は開戦時から多くの38(t)を実戦投入し、ポーランド侵攻では第3軽師団に100輌ほど配備されていた。ノルウェー・デンマークへの侵攻にはほとんど軽戦車が用いられ、38(t)は15輌のみが参加している。フランスや低地諸国に対する西方戦役では、エルヴィン・ロンメル将軍が指揮した第7機甲師団、また第8機甲師団では計228輌以上が配備されていた。
火力・装甲共に初期のIII号戦車に匹敵するものであったが、実は本車の車体サイズはII号戦車と同程度であり、狭い2人用砲塔の旋回装置は重い手動式であり、車長は砲手を兼ねるため指揮に専念できず、3人用砲塔のIII号戦車より、居住性や操作性や戦闘力では劣っていた。また、35(t)で採用された空気圧により軽い力で操作できる操行レバーが、特に冬期に故障が多発するなど、機械的信頼性に問題があったため、38(t)では完全手動に戻された。しかし他の戦車のように下からではなく横から伸びたレバーの操作力量は、60kgと極めて重くなってしまった。
その後もバルカン戦線 (第二次世界大戦)、バルバロッサ作戦に投入された。後者の場合、第7、8、12、19、20の各師団に623輌が配備されており、作戦に投入されたドイツ軍戦車全体の18%程を占めていた（なお北アフリカ戦線には1輌も送られていない）。しかしT-34などの強力な新型には抗し得ず、主力の座を退き偵察・連絡任務や後方での警備任務、装甲列車の搭載車輌となり、シャーシは自走砲に転用され戦車としての役目を終えた。
大戦初期に大きな戦力となった38(t)であったが、本車に搭乗し、後にティーガー戦車のエースとなるオットー・カリウスの著書によると、防御力に関しては不満の声が挙がっており、良質なスウェーデン鋼を使用できた初期のドイツ製戦車に比べ、装甲材質が劣っていたといわれる。また装甲板がリベット留めである戦車の共通の欠点として、被弾時リベットが車内を跳ねとび、乗員を死傷させる危険性があった。それでもI号戦車・II号戦車といった戦車よりは有効な戦力であり、またE / F型、G型と改良を重ねるたびに溶接接合の部分が増え、リベットが減っているのが外見からも確認できる。

## 主要形式
A型
チェコスロバキア軍向けに発注されたLTvz.38をドイツが完成させたもの。1939年5 - 11月に生産された150輌がこのA型にあたる。LTvz.38では砲塔の乗員は一人だったが、二人用に改装されている。
B型
外見はA型とほぼ同じ。ドイツ軍規格の発煙装置・照明器具・無線装置が生産当初から付けられていた。1940年1 - 5月に110輌が生産された。
C / D型
ポーランド侵攻で装甲の厚さが足りないと判断されたため、前面装甲が25 - 40mm（操縦席前のみ薄い）となり、他にも細部に変更がある。
1940年5 - 8月にC型が110輌、9 - 11月にD型が105輌生産され、生産時期が違う程度であり外見上の区別はつかない。
E / F型
車体・砲塔前面の装甲が50mm、側面30mmに強化された。これに伴い、段付きだった戦闘室前面装甲も直線的な一枚板へとデザインの変更が成されている。前面装甲の強化によりノーズヘビーとなったため、前部サスペンションのリーフスプリングの枚数を15枚に増やして対応している。E/F型は殆ど同じ仕様だが、後者には標準で車体後部に発煙筒入り装甲ボックスが追加され、マフラーの位置が上がっている。
E型は1940年11月 - 1941年5月に275輌、F型は1941年5月 - 10月に250輌が生産された。
S型
チェコスロバキアがスウェーデンへの輸出用として生産した型で、型式名の S はスウェーデンを示す。1940年に90輌が生産されたが、すべてドイツに接収された。もともとはA～D型に準じた仕様であったが、武装はスウェーデンで独自に取り付けられる予定だったので、新たに砲を発注、取り付けなければならなかった。砲の生産ラインはすでに E / F 型の50mm装甲用取付架に変更されており、このため前面装甲はE/F型同様の50mmに変更されるなど、新旧入り混じった仕様となった。これらの改装のため、軍への引き渡しは1941年5 - 10月であった。
G / H型
車体や砲塔の溶接接合部分を更に増やし、量産性の向上した型。500輌の生産が発注されたが、1941年10月 - 1942年6月にシャーシナンバー1526番をもって、戦車としては306輌で生産中止、1360番 - 1479番及び1527番以降の車台が対戦車自走砲Sd.Kfz.139 マルダーIIIに転用された。これにより、余剰となった砲塔184基は要塞陣地用に転用されている。
H型はG型に準じた生産型だが、エンジンが140馬力のEPA-2に変更されている。同じく500輌が発注されたが、最初から全てSd.Kfz.139及びSd.Kfz.138 マルダーIII H型やグリーレ H型自走砲に車台が転用され、戦車として完成したものは無い。
K / L / M型
当初から自走砲用専用車台として生産されたもので、エンジンを車体中央に移し、自走砲としてのバランス向上を図っている。K、L、M型は基本的に同型で、それぞれ重歩兵砲搭載用・対空機関砲搭載用・対戦車砲搭載用に、若干の仕様が異なるのみであった。

## 派生型
38(t)指揮戦車
Panzerbefehlswagen 38(t)
無線機が増設され、エンジンデッキ上に大型のフレームアンテナを装着した。無線機搭載に伴い車体機銃は廃止され、この部分は円盤状の装甲板で塞がれた。戦車型の各型をベースに製作されている。
38(t)弾薬運搬車
Munitionsschlepper auf Fahrgestell Panzerbefehlswagen 38(t)
1942年頃から、旧式化した38(t)戦車が砲塔を取り外され、弾薬運搬車として使用された。取り外された砲塔は、トーチカ等に流用された。
38(t)水陸両用偵察戦車
38(t)戦車を取り囲む船型の大型のフロート（AP-1）を装着、戦車の動力で2基のスクリューを回し、8km/hで水上航行する、浮航方式の水陸両用戦車。本来、イギリス上陸作戦を想定して作られたものと思われるが、完成してテストされた1942年にはすでにこのような車両の必要性は薄く、計画はキャンセルされた。
マルダーIII
Marder III (Sd.Kfz.139またはSd.Kfz.138)
砲塔と車体前部上面を撤去した38(t)戦車の車台に、75mm砲またはソ連から鹵獲した76.2mm砲を搭載した対戦車自走砲。当初、7.62 cm PaK 36(r)を搭載したタイプが作られ、その後ドイツ製7.5 cm PaK 40の生産が軌道に乗ると、戦車車台利用のH型、次いで自走砲専用シャーシのM型が生産された。
7.5 cm StuK 40 auf Pz.Kpfw. 38(t)
Pak 36(r)の鹵獲分が尽きそうだが、Pak 40の生産はまだ伸びないという頃に、砲塔と車体前部上面を撤去した38(t)戦車の車台に、突撃砲用の7.5cm StuK 40を搭載した対戦車自走砲が検討された。モックアップのみで不採用。
グリーレ
Grille (Sd.Kfz.138/1)
15cm sIG33搭載の自走重歩兵砲。急遽戦力化するために、砲塔と車体前部上面を撤去した38(t)戦車の車台に、15cm sIG33 重歩兵砲を搭載したH型がまず作られ、後に当初の計画通りに自走砲専用のシャーシを使ったK型が生産された。
38(t)対空戦車L型
Flakpanzer 38(t) auf Selbstfahrlafette 38(t) Ausf L (Sd.Kfz.140)
38(t)のコンポーネントを流用した自走砲専用のL型シャーシの後部に、オープントップの戦闘室を設け2cm FlaK38高射機関砲を搭載した。1943年11月から1944年2月まで140輛が生産された。
新型38(t)戦車、38(t) ノイアー・アーチ、38(t) nA、38(t) n.A.
Panzerkampfwagen 38(t) neuer Art
新世代の高速型軽戦車を目指してII号戦車L型ルクスとその座を争った発展型。TNHnAの試作名が与えられ、砲塔や車体は1・3号車ではリベット接合だったが、2・4・5号車は溶接組み立てに改められた。足回りは従来型の38(t)とそっくりであるが、寸法や形状など微妙に違う（転輪・起動輪・誘導輪の直径を拡大した）別物である。不採用後、試作車は様々な試験に用いられ、その部品の一部は軽駆逐戦車ヘッツァーに流用された。武装は3.7cm A19、7.92mm MG37(t)×1(同軸機銃のみ。車体前面機銃は廃止）、主砲防盾装甲50mm、砲塔・車体前面装甲30mm、側面20mm、後面25mmで重量11.5t、エンジンはプラガV-8 250hp、路上最大速度64km/h。1942年の初めに15輌の生産が命じられ少なくとも5輌は完成し、生き残った5号車は戦後の1950年になっても試験に用いられている。
38(t)偵察戦車
Aufklärer auf Fahrgestell Panzerkampfwagen 38(t) mit 2cm KwK38
性能のわりに凝りすぎたきらいがあり、また登場が遅すぎて結局100輌の生産に終わったII号戦車L型ルクス偵察戦車の代わりに使う偵察用として発注された物。修理に戻された38(t)E～G型の車体に、Sd.kfz.234/1やSd.kfz.250/9の後期型でも使用している2cm KwK38機関砲とMG42装備のオープントップ砲塔"Hängelafette 38"（ヘンゲラフェッテ38）を搭載。エンジンもヘッツァー用のプラガAE 160hp、変速機も換装され最大速度が58kn/hに向上した。1944年2～3月に計70輌が改造されている。
38式駆逐戦車ヘッツァー
新型38(t)戦車 neuer Art向けに開発されていた走行装置を流用して開発された小型駆逐戦車。1944年春頃から終戦までの約1年間に約2,800両が量産された。

## ドイツ以外の使用国

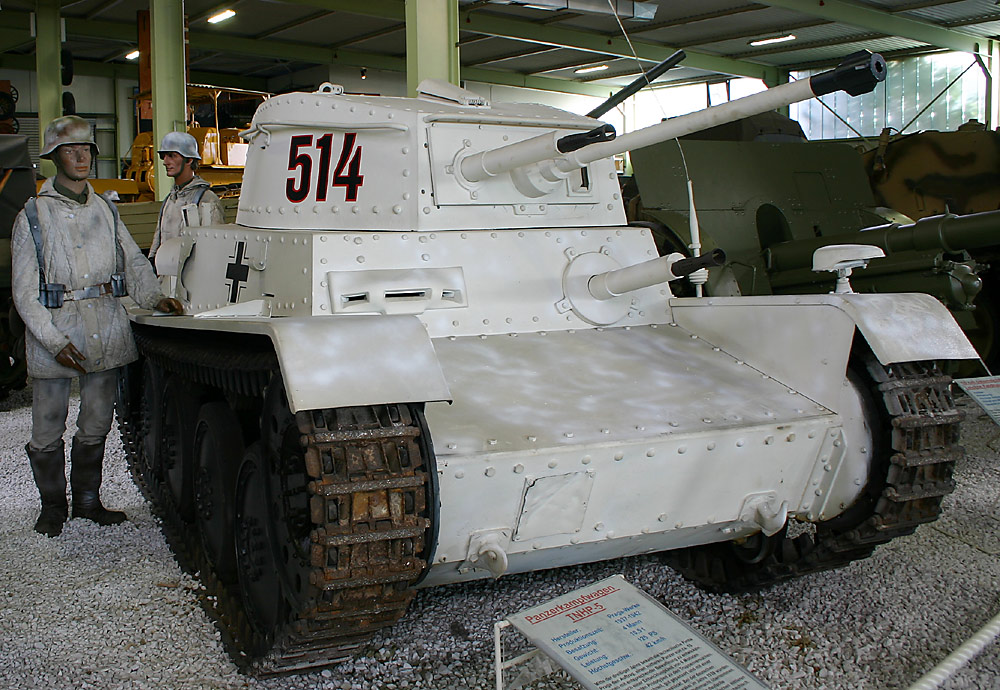
展示用で実際には使用していない、ドイツ軍風にマーキングされたペルー向けの輸出用軽戦車・LTP。
このシリーズはLTvz.38の前身となったもので、イラン向けのTNHとして開発され、スイス向けのLTHやラトヴィア向けのLTLなどの仕様があるが、前方機銃脇のバイザーが無いのでLTPと識別できる。

スロバキア共和国
LT-38の制式名で使用。チェコスロバキア解体後に成立したスロバキアでは、1941年2月、まず10両を受け取った。これはドイツ軍呼称のA型に当たる初期型で、中でも最初の5両はチェコスロバキア陸軍向けのままの3色迷彩が施されていた。その後1943年初頭にかけてドイツ軍仕様となった27両の新造38(t)を受け取り、さらに1944年6月までに雑多な型の中古車両37両を受け取った（総計74両）。
スロバキア快速師団に配備されたLT-38は損害を被りつつも戦い、残存車両は1944年のスロバキア民衆蜂起にも参加した。
 スウェーデン
当初、チェコから直接輸入する予定であったが、スウェーデン向けに生産されたTNH-Svは、S型としてドイツに接収されてしまった。替わってライセンス生産権が譲渡されることになり、スカニア-VABIS社において、Strv m/41の名で量産された。Strv m/41は主砲がボフォース 37mm対戦車砲に代わり、エンジンもスカニア製のものが搭載された。第1次発注分の116両（Strv m/41 SI）は1942年から1943年にかけ軍に引き渡され、第2次発注の122両（Strv m/41 SII）は、18両がSav m/43突撃砲に流用された以外、1944年3月までに生産された。
Strv m/41は1950年代まで使用された後Pbv 301装甲兵員輸送車に改装されて1970年代初頭まで使用された。
 ハンガリー王国
T-38軽戦車の名称で使用。緒戦で大損害を受けたハンガリー装甲部隊再編のため、1941年冬から1942年春にかけて、108両が供給された。最初の16両のみがF型で、残りはG型だった。これらは第1装甲師団に配備されて東部戦線に送られたが、そこで大損害を被った。
1943年から45年にかけ、ハンガリー軍に残っていたT-38は22両で、これらは訓練部隊で使われた。
 ルーマニア王国
ハンガリー同様T-38の名称で使用。1943年3月、中古のA/B/C型を50両受け取った。乗員はドイツ第23機甲師団で訓練が行われ、同車装備の1個大隊が編成されてクリミア戦区に送られた。その後の戦いで大きな損害を被ったが、残存車両はルーマニアが連合国側に加わった後も、ドイツ軍に対する戦いに使用された。
 ブルガリア王国
1943年の再編計画に則り、同年5月、雑多な型式の10両の38(t)戦車をドイツから購入。プラガ戦車の名でブルガリア戦車師団の第3大隊に属する第9中隊に配属された。これらは1944年9月に始まる対独戦に投入された。
 チェコスロバキア
本来チェコスロバキア陸軍用に開発され、制式採用された本車だが、配備が始まる前にチェコスロバキアは解体されてしまった。
1945年5月、復活したチェコスロバキアでは、BMM社や国内の修理廠、訓練施設に残されていた38(t)戦車を接収、新たにLT-38/37（37は主砲口径を示す）の名称で戦後しばらく、訓練用に使用した。
 ソビエト連邦
特に独ソ戦の前期において、度重なる損耗によりソ連陸軍は慢性的に戦車不足であり、ドイツからの鹵獲戦車が整備され部隊編成も行われた。38(t)も相当数が用いられたが、前線で使われるドイツ側車輌の数が減ってくるとチェコ製の専用砲弾の鹵獲が困難となり、一部は自国製の45mm戦車砲に載せ替えている。